# Carex troodi
Carex troodi là một loài thực vật có hoa trong họ Cói. Loài này được Turrill mô tả khoa học đầu tiên năm 1930.